# Landkreis Staßfurt
Der Landkreis Staßfurt entstand mit der Wiedervereinigung durch Rückumbenennung des Kreises Staßfurt. Er wurde am 1. Juli 1994 bei der Kreisreform Sachsen-Anhalt 1994 auf die Landkreise Aschersleben-Staßfurter Landkreis (Hauptteil), Bernburg, Bördekreis und Schönebeck aufgeteilt. 

## Gliederung
1. Städte
  1. Egeln
  2. Güsten
  3. Hecklingen
  4. Kroppenstedt
  5. Staßfurt
2. Gemeinden
  1. Atzendorf
  2. Borne
  3. Etgersleben
  4. Förderstedt
  5. Groß Börnecke
  6. Hakeborn
  7. Hohenerxleben
  8. Löbnitz
  9. Löderburg
  10. Neundorf
  11. Rathmannsdorf
  12. Schneidlingen
  13. Staßfurt
  14. Tarthun
  15. Unseburg
  16. Westeregeln
  17. Wolmirsleben

## Auflösung
Mit der ersten Kreisreform im Bundesland Sachsen-Anhalt wurde der Hauptteil des Landkreises mit dem Landkreis Aschersleben zum neuen Aschersleben-Staßfurter Landkreis zusammengelegt. Die Gemeinden Atzendorf, Förderstedt und Löbnitz wurden in den Landkreis Schönebeck eingegliedert, während die Stadt Güsten in den Landkreis Bernburg wechselte. Die Stadt Kroppenstedt wurde in den Bördekreis eingegliedert.